# یعبد
یعبد (به لاتین: Ya'bad) یک شهر در کرانهٔ غربی رود اردن است که در استان جنین واقع شده‌است.

## خصوصیات
یعبد ۱۳٬۶۴۰ نفر جمعیت دارد.

## سرشناسان
- احمد رفیق عوض: (۱۰ مارس ۱۹۶۰) رمان‌نویس و روزنامه‌نگار. [۴]